# Condado de Putnam (Missouri)
O Condado de Putnam é um dos 114 condados do Estado americano de Missouri. A sede do condado é Unionville, e sua maior cidade é Unionville. O condado possui uma área de 1 346 km² (dos quais 5 km² estão cobertos por água), uma população de 5 223 habitantes, e uma densidade populacional de 4 hab/km² (segundo o censo nacional de 2000). O condado foi fundado em 1845.